# Unus (Azerbaigian)
Unus è un comune dell'Azerbaigian situato nel distretto di Ordubad.